# هاوندورف
هاوندورف (به آلمانی: Haundorf) یک شهر در آلمان است که در وایسنبورگ-گونتسنهاوزن واقع شده‌است.